# Jerome (Idaho)
Jerome è una città degli Stati Uniti d'America, situata nello Stato dell'Idaho e in particolare nella Contea di Jerome, della quale è anche il capoluogo.